# Blattella whartoni
Blattella whartoni är en kackerlacksart som beskrevs av Roth, L. M. 1985. Blattella whartoni ingår i släktet Blattella och familjen småkackerlackor. Inga underarter finns listade.